# The Barber
The Barber è un film thriller del 2001 con Malcolm McDowell, ambientato in Alaska.

## Trama
Il barbiere Dexter Miles vive a Revelstoke, una piccola e inospitale cittadina dell'Alaska. Durante la notte polare, poco prima di Natale, viene ritrovato il corpo di Lucy Waters, una donna del posto. Miles è sconvolto quando apprende la notizia e, come narratore, parla di psicopatici e di serial killer spietati e senza scrupoli . Cecil, il marito geloso di Lucy, viene arrestato come sospettato ma poi rilasciato perché le impronte digitali non corrispondono. Nel corso delle indagini viene alla luce che Lucy si prostituiva e tra i suoi numerosi amanti c'è anche il capo della polizia Vance Corgan.
L'agente dell'FBI Crawley arriva in città per assumere il comando indagini. A lui gli abitanti del posto accusano lo sceriffo Corgan, che soffre di problemi personali, di incompetenza che, pertanto, viene rimosso dal suo incarico. Altri agenti dell'FBI giungono in paese perché si fa strada l'ipotesi che l'autore del delitto sia lo stesso serial killer ricercato decenni prima in un'altra città. Corgan, nel frattempo, risale al vero colpevole attraverso le proprie indagini personali, confrontando le impronte digitali sui corpi con quella lasciata su un bicchiere, regalo di Natale del parrucchiere. Fa in tempo ad accusare Miles, anche se nessuno lo prende sul serio, prima di essere colpito alla schiena da Cecil Waters, il vedovo di Lucy, perché tutti credono che l'assassino sia proprio lo sceriffo in quanto l'analisi del DNA condotta sui capelli rinvenuti sulla scena del crimine ha indicato Corgan come colpevole. Nessuno può sospettare che il barbiere abbia lasciato una falsa pista. Il medico legale, però, il Dr. Kirby Halstrom, scopre che le impronte digitali non coincidono con quelle di Corgan bensì con quelle di Miles, smascherando così la falsa pista creata dal barbiere. Intorno a Dexter il cerchio sembra stringersi.